# Ad Bol
Ad Bol (ur. 8 grudnia 1970 w Roosendaal) – holenderski reżyser, scenarzysta, montażysta i producent filmowy.

## Filmografia

### reżyser
- 2005: Castingx
- 2008: Martwy punkt (Blindspot)

### scenarzysta
- 2005: Castingx
- 2008: Martwy punkt (Blindspot)

### montażysta
- 2008: Martwy punkt (Blindspot)

### producent
- 2008: Martwy punkt (Blindspot)